# Fletnia chińska
Fletnia chińska – poetycki przekład chińskiej poezji klasycznej wykonany przez Leopolda Staffa na podstawie przekładu z języka francuskiego, który jest znany jako „Fletnia jadeitowa” (fr. La Flûte de Jade. Poésies Chinoises, tłumaczenie z języka chińskiego Cao Shangling, opracował Franz Toussaint, 1920; chiń. trad. 玉笛, chiń. upr. 玉笛). Tom poetycki pt. „Fletnia chińska” został wydany po raz pierwszy w 1922 roku przez Wydawnictwo J. Mortkowicza. W 1982 miał miejsce dodruk, tym razem przez Państwowy Instytut Wydawniczy, nakładem ponad 10 000 egzemplarzy. Tomik liczy 211 stron.

## Geneza i tłumaczenia na inne języki
Rezultaty cyklu badań, które przeprowadziła dr Agnieszka Wójcicka w 2023 roku, wskazują, że chronologicznie powstały następujące tłumaczenia:
1. Niemiecki poeta Hans Bethge wydał w 1907 roku tom poezji pt. „Die chinesische Flöte” (Leipzig). Hans Bethge początkowo inspirował się przekładami[1] prozatorskimi Hansa Heilmanna pt. „Chinesische Lyrik” (München-Leipzig), a w szczególności francuskimi przekładami Judith Gautier pt. „Le livre de jade” z 1867 (Paryż) i Hervey de Saint-Denys pt. „Poésies de l'époque des Thang”[2] z 1862 (Paryż). Wybór wierszy w wersji niemieckiej nie pokrywa się w stu procentach z tym, z którym spotykamy się we „Fletni chińskiej”.
2. Francuski orientalista Franz Toussaint wydał w 1920 tom poezji pt. „La Flûte de Jade. Poésies Chinoises”, na którego podstawie tłumaczył właśnie Leopold Staff. Do tych wierszy powstała muzyka Armande de Polignac czy belgijskiego kompozytora Raymonda Moulaerta. Hipotetycznie Judith Gautier i Hans Bethge oraz ich prace mogły inspirować tego tłumacza, jednak tomik ten nie zawiera prologu ani posłowia, więc trudno to jednoznacznie ustalić. Ten zbiór wierszy został wydany ku pamięci Cao Shanglinga (Wade-Giles: Ts'ao Shang-ling), który współpracował[3] z Franzem Toussaintem przy wyborze i przekładzie wierszy do „La Flûte de Jade”. Reedycje tomu miały miejsce kolejno w latach: 1922, 1926, 1933, 1942, 1947, 1957, 1958.
3. Polski poeta i eseista Leopold Staff wydał w 1922 roku tomik poezji pt. „Fletnia chińska”, a przekładu dokonał według publikacji Franza Toussainta / Cao Shanglinga.
4. Duński poeta Christian Stub-Jørgensen w 1924 roku wydał Jadefløjten: Kinesiske Digte (Aarhus Amtstid. Bogtr., Aarhus, 68 stron).
5. Gertrude Laughlin Joerissen w 1927 wydała tomik w język angielskim pt. „The lost flute and other Chinese lyrics” i przekładu dokonała na podstawie "La Flûte de Jade. Poésies Chinoises" Franza Toussainta / Cao Shanglinga.
6. W 1929 kolumbijski poeta Guillermo Valencia dokonał przekładu na język hiszpański według Franza Toussainta / Cao Shanglinga, jego tłumaczenia składają się na tomik[4] pt. „Catay: poemas orientales”. Wszystkie wiersze, oprócz „Temas arabes”, są przetłumaczone na podstawie francuskiego tomiku pt. „La Flûte de Jade. Poésies Chinoises”.
7. W 1970 roku powstał również tomik pod duńskim tytułem „Jadeflöjten. Nogle kinesiske digte” (St. Gallen)[5]. Zaproszono do współpracy duńskiego artystę Asgera Jorna, który wykonał do tego wydania duńską kaligrafię. Za chińską kaligrafię do tego wydania był odpowiedzialny Walasse Ting.
8. Można także dotrzeć do wersji anglojęzycznej pt. „The Flute Jade. Chinese Poems in Prose” wydanej w 2014 roku w ramach eBook Project Gutenberg, która została opracowana przez Stephena Hutchesona i Dave’a Morgana[6]. W projekcie tym tłumacze są anonimowi i wybór wierszy nie pokrywa się z tymi z tomiku pt. „Fletnia chińska”.

## Treść i ogólna charakterystyka
„Fletnia chińska”, to przekład poetycki, utrzymany w młodopolskiej stylistyce, a wiersze mają cechy prozy poetyckiej. Jest to również przekład z innego języka niż oryginał (ang. relay translation), a dokładniej z języka francuskiego na polski. 
Leopold Staff był jednym z czołowych poetów młodopolskich, który na tym etapie swojej literackiej ścieżki wierzył, że poezja może służyć harmonii, umiarowi, odrodzeniu, wierze w człowieka (nawet w obliczu wojny i upadku dotychczasowego systemu wartości). Ten kierunek twórczy Leopolda Staffa sprawił, że zainteresował się młodofrancuskim przekładem „La Flûte de Jade. Poésies Chinoises” i w konsekwencji, również w okresie dwudziestolecia międzywojennego, powstała właśnie „Fletnia chińska”. Tomik ten może być także wyrazem rosnącego zainteresowania Chinami czy ogólniej orientem w Polsce.
Mimo że chińską poezję klasyczną cechuje m.in. regularność (wersów czy sylab), rymy, często wewnętrzna symetria, specyficzna melodyczność utworów (wynikająca z tonalności klasycznego języka chińskiego), to, jak podkreślają niektórzy tłumacze klasycznej poezji chińskiej (zarówno ci przekładający z oryginału, jak i ci działający za pośrednictwem innego języka), niemożliwe jest zachowanie w przekładzie polskim, angielskim czy na jakikolwiek inny język większości cech formalnych i metrycznych chińskiego oryginału. Tym samym niemożliwe jest utrzymanie regulacji intonacyjnej, a długość samego utworu w porównaniu z oryginałem znacznie się zwiększa. 
Leopold Staff odchodzi od cech formalnych i metrycznych oryginału, dzięki czemu tomik oferuje polskiemu czytelnikowi nie tak odległe kulturowo, a jednocześnie żywe treści. W „Posłowiu” do wydania z 1982 Mieczysław Jerzy Künstler zaznacza: „(…) Fletnia chińska ma wdzięk cennego bibelotu, urok porcelanowej figurki mandaryna (…)”. Wiersze te działają na wyobraźnię, przekazują kolory, dźwięki, żywe uczucia, zarówno radosne, jak i te tragiczne. Nie brakuje w nich pytań retorycznych czy zdań wykrzyknikowych. Na przykład wiersz pt. „Deszcz wiosenny” w przekładzie Leopolda Staffa (jak i w wersji francuskiej oraz po części w wersji niemieckiej) cechuje się bogactwem przymiotników i czasowników oraz zróżnicowaniem czasów gramatycznych (czego per se nie ma w oryginale, gdyż klasyczny język chiński nie posiadał gramatycznej wykładni czasu). Jest pełen ekspresji, emocji, humoru, jak i tych poważnych uczuć. 
„Fletnia chińska” zawiera wybór wierszy, które w oryginale można znaleźć m.in. w tzw. Pięcioksięgu konfucjańskim (chiń. trad. 五經, chiń. upr. 五经), tj. np. w Księdze Przemian (chiń. trad. 易經, chiń. upr. 易经), Księdze Pieśni (chiń. trad. 詩經, chiń. upr. 诗经), Księdze rytuałów (chiń. trad. 禮記, chiń. upr. 礼记, inaczej Zapiski o obyczajach czy Księga obyczajów), Kronice Wiosen i Jesieni (chiń. trad. 春秋, chiń. upr. 春秋). Znajdziemy tam również fragmenty Księgi Drogi i Cnoty (chiń. trad. 道德經, chiń. upr. 道德经), dzieł Konfucjusza (chiń. trad. 孔子, chiń. upr. 孔子), wiersze jednego z największych zbiorów chińskiej poezji klasycznej Quan Tangshi (chiń. trad. 全唐詩, chiń. upr. 全唐诗) czy antologii już zawężonej do wierszy wybitnych pt. „300 wierszy z epoki Tang” (chiń. trad. 唐詩三百首, chiń. upr. 唐诗三百首). Wybór wierszy obejmuje więc najsłynniejszych poetów dynastii Tang, jak np. Du Fu (chiń. trad. 杜甫, chiń. upr. 杜甫), Wang Wei (chiń. trad. 王維, chiń. upr. 王维), Li Bai / Li Taj Po (chiń. trad. 李白, chiń. upr. 李白), Wang Bo (chiń. trad. 王勃, chiń. upr. 王勃), Zhang Ji (chiń. trad. 張繼, chiń. upr. 张继) czy Bo Juyi / Bai Juyi (chiń. trad. 白居易, chiń. upr. 白居易) i wielu innych.
W wykazie treści imiona i nazwiska poetów czy inne nazwy z języka chińskiego zapisane są tzw. transkrypcją polską Mieczysława Jerzego Künstlera, której współcześnie już się nie używa.